# Roberval (Canada)
Roberval è una città canadese che si trova nel Saguenay-Lac-Saint-Jean, una regione del Québec. Il nome deriva da quello del corsaro francese Jean-François Roberval, primo governatore generale della Nuova Francia.